# Dino Gobbi
Dino Gobbi (Cerea, 2 novembre 1949) è un ex calciatore italiano, di ruolo difensore.

## Carriera
Da veronese inizia la sua carriera col Verona, con gli scaligeri esordisce in Serie A a Torino il 14 febbraio 1971 nella partita Juventus-Verona (2-1), nella stessa stagione vive un'esperienza nel calcio svizzero, poi gioca con il Pisa, con la Casertana, con la Nocerina, con il Siracusa chiudendo la carriera con il Mantova.